# George Formby
George Formby, OBE (vlastním jménem George Hoy Booth, 26. května 1904 Wigan, Velká Británie – 6. března 1961 Preston, Velká Británie), byl anglický herec, zpěvák, skladatel písní a komik, kterého proslavily zejména jeho filmy z třicátých a čtyřicátých let 20. století. Při zpěvu svých komických písní se doprovázel na ukulele nebo banjo ukulele. Ve své době se stal nejlépe placeným entertainerem ve Velké Británii.

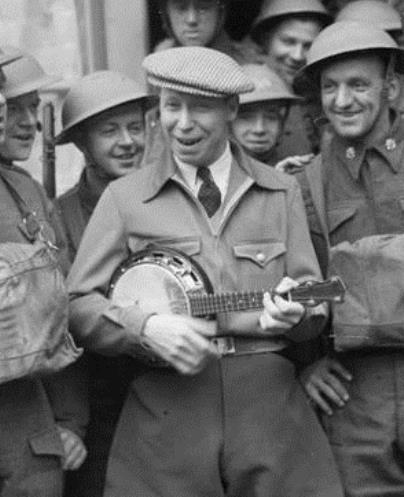
Formby ve Francii během druhé světové války

Narodil se ve městě Wigan v hrabství Lancashire jako syn George Formbyho Sr, po němž převzal umělecký pseudonym. Po otcově předčasné smrti v roce 1921 nastoupil jeho dráhu a zprvu převzal i jeho repertoár písní, vtipů a postav. Později se od něj odlišil, když si v roce 1923 pořídili ukulele a zapojil ho do svých vystoupení; také začal vystupovat ve společenském obleku. Obojí učinil na radu zpěvačky Beryl Inghamové, se kterou se roku 1923 oženil a která poté působila jako jeho manažerka. Od roku 1926 jeho písně pravidelně vycházely na gramofonových deskách a po roce 1934 se postupně prosazoval ve filmu. Koncem třicátých let a po celá čtyřicátá léta 20. století pak byl nejoblíbenějším bavičem ve Velké Británii.
Během druhé světové války Formby pracoval pro organizaci ENSA, která zajišťovala zábavu pro vojáky a civilní službu. Odhaduje se, že během roku 1946 vystoupil pro tři miliony vojáků a armádních zaměstnanců. Po válce ho potkal ústup ze slávy, ale Formby nadále vystupoval a objížděl země Commonwealthu. Poslední televizní vystoupení absolvoval v prosinci 1960. Zemřel v Prestonu ve věku 56 let. Pohřben byl ve Warringtonu vedle svého otce.
Formbyův životopisec Jeffrey Richards napsal, že jako herec Formby „dokázal ztělesnit současně Lancashire, dělnickou třídu, lid i národ.“ Formby byl považován za prvního skutečně domácího, britského filmového komika. Měl tak značný vliv na budoucí komiky – zvláště Charlieho Draka a Normana Wisdoma – i na širší kulturní scénu. Například The Beatles na něj odkazovali občasným využitím ukulele ve svých aranžích a George Harrison byl i členem Společnosti George Formbyho, založené krátce po komikově smrti. V českém prostředí se na něj jako na jeden ze svých vzorů opakovaně odvolává Jiří Suchý, který také převedl do češtiny řadu jeho písní a pod jeho vlivem se naučil hrát na banjo:
| „                                                                                           | Hraju na dvě banja. Na tenorový a potom na ukulele. (V Anglii tomu říkají banjolele nebo uke-banjo.) To jsem si opatřil po vzoru britského komika George Formbyho, který byl iniciátorem toho všeho, co dneska dělám. | “ |
| — Jiří Suchý, in: Daniel Razím: Kubistický portrét Jiřho Suchého. Jalna: Praha 2011, s. 34. | |   |

Od Formbyho smrti o něm vzniklo pět biografií a dva televizní pořady a v Británii má také dvě sochy, na ostrově Man a v rodném Wiganu.